# Shaka Hislop
Neil Shaka Hislop, född 22 februari 1969 i London, England, är en engelsk före detta professionell fotbollsmålvakt. Han spelade för Trinidad och Tobagos landslag, bland annat i VM 2006.
Innan Hislop valde att representera Trinidad och Tobago hann han spela han en match för Englands U21-landslag.